# Allie Vibert Douglas
Pour les articles homonymes, voir Vibert et Douglas.
Allie Vibert Douglas est une astrophysicienne canadienne née en 1894 à Montréal au Québec, et morte en 1988 à Kingston, en Ontario. Elle est présidente de la Fédération internationale des femmes diplômées des universités de 1947 à 1950.

## Biographie
Née en 1894 à Montréal, Allie Vibert Douglas commence ses études à l'université McGill. Elle les interrompt en 1916 lors de la Première Guerre mondiale pour rejoindre le ministère de la Guerre à Londres en tant que statisticienne. Son travail durant ces années lui vaut d'être nommée membre de l'Ordre de l'Empire britannique (MBE) en 1918.
Elle reprend ses études à McGill après la guerre, et obtient son baccalauréat puis sa maîtrise en 1921. Elle poursuit sa formation en astronomie à l'université de Cambridge sous la direction de Sir Arthur Eddington. En 1925, de retour à McGill, elle obtient son doctorat en astrophysique, le premier décerné par une université québécoise. Elle reste à l'université en tant que professeur de physique et d'astrophysique jusqu'en 1939.
En 1939, elle est nommée à l'université Queen's en tant que professeure dans le département de physique et doyenne de la faculté des femmes. Elle y enseigne jusqu'à sa retraite en 1964. Elle a toujours travaillé à faire entrer davantage de femmes en génie et en médecine.
De 1943 à 1945, elle est la première femme présidente de la Société royale d'astronomie du Canada. De 1947 à 1950, elle est présidente de la Fédération internationale des femmes diplômées des universités. En 1967, elle est citée parmi les 10 femmes du siècle par le Conseil national des femmes juives et devient membre de l'ordre du Canada.

## Hommages
Un cratère sur la planète Vénus et un astéroïde (3269) Vibert-Douglas porte son nom.